# Zalivne (Nijniohirski)
Zalivne (en (ucraïnès): Заливне, en rus: Заливное, Zalivnoie) és un poble de la República Autònoma de Crimea a Ucraïna, que el 2014 tenia 72 habitants. Pertany al districte de Nijniohirski.